# Fethi Çokkeser
Fethi Çokkeser (* 12. Januar 1959 in Kahramanmaraş) ist ehemaliger türkischer Fußballspieler und -trainer.

## Spielerkarriere
Çokkeser kam 1959 in der osttürkischen Stadt Kahramanmaraş auf die Welt. Hier begann er als Zwölfjähriger in der Jugend von Kahramanmaraşspor mit dem Vereinsfußball. Zum Sommer 1975 wurde er in den Kader der Reservemannschaft, damals auch als Amateurmannschaft bezeichnet, aufgenommen. Bei der Reservemannschaft stieg er bis zum Mannschaftskapitän auf. 1980 wurde er in den Kader der 1. Mannschaft aufgenommen. Durch die Teilnahme im Sommer 1984 an der Türkiye 3. Futbol Ligi, war Çokkeser Teil jener Mannschaft, die das erste Mal in der Vereinsgeschichte an einer Profiliga teilnahmen. Nach drei Jahren bei der Profimannschaft Kahramanmaraşspors wechselte er zum Sommer 1985 zum Drittligisten Bitlisspor, kehrte aber bereits nach einer Saison wieder zu Kahramanmaraşspor zurück. Hier wurde er bereits zum Saisonstart an den Drittligisten Pazarcık Aksuspor ausgeliehen. Zur Saison 1987/88 verließ er Kahramanmaraşspor erneut und heuerte diesmal bei Reyhanlıspor an. Im Sommer 1989 wechselte er zu Elbistanspor. Hier konnte er verletzungsbedingt seine Karriere nicht fortsetzen und beendete sie noch 1989.

## Trainerkarriere
Bereits ein Jahr nach dem Ende seiner Fußballspielerkarriere startete er seine Trainerkarriere. Als erste Tätigkeit trainierte er den Amateurverein PTTspor und erreichte in der jeweiligen Amateurliga die Meisterschaft. Anschließend wiederholte er diesen Erfolg mit Sağlıkspor.
Ab 1992 war er dann mit kurzen Unterbrechungen bei Kahramanmaraşspor bis zum Sommer 1998 als Co-Trainer tätig. Später arbeitete er bei den Amateurvereinen Telekomspor, Kümbetspor und Maraş Gençlikspor.
Im Jahr 2000 besuchte er in Trabzon einen Trainerkurs und erlangte seine A-Trainerlizenz. Anschließend hospitierte er sechs Monate lang beim 1. FC Köln und drei Monate bei Ajax Amsterdam.
2006 wurde er beim marokkanischen Verein IR Tanger als Sportmanager vorgestellt und arbeitete hier fünf Monate lang. 2007 arbeitete er dann bei Hassania d’Agadir als Cheftrainer.
2008 kehrte er in die Türkei zurück und arbeitete bei Kahramanmaraşspor als Nachwuchstrainer. 2010 übernahm er hier den Co-Trainerposten, verließ aber bereits nach drei Monaten den Verein. Im Dezember 2010 übernahm er Kahramanmaraş Belediyespor und führte diesen Verein im Sommer 2012 zum Playoffsieg der Bölgesel Amatör Lig und damit zum Aufstieg in die TFF 3. Lig.
Nach seinen Erfolgen mit Kahramanmaraş Belediyespor wurde er bei Kahramanmaraşspor als Cheftrainer vorgestellt. Diesen Verein führte er zur Meisterschaft der TFF 2. Lig 2012/13 und damit zum Aufstieg in die TFF 1. Lig. Vor dem Saisonstart der Spielzeit 2013/14 löste er nach gegenseitigem Einvernehmen seinen Vertrag auf und verließ den Verein.
Im Februar 2014 übernahm Çokkeser den Viertligisten Yeni Diyarbakırspor.

## Erfolge
Kahramanmaraş Belediyespor
- Play-off-Sieger der Bölgesel Amatör Lig und Aufstieg in die TFF 3. Lig: 2011/12

Mit Kahramanmaraşspor
- Meister der TFF 2. Lig und Aufstieg in die TFF 1. Lig: 2012/13